# Catedral de la Encarnación de Almería
La Catedral de Nuestra Señora de la Encarnación, en la ciudad española de Almería, es la sede episcopal de la diócesis de Almería. El edificio, con estructura de fortaleza, presenta una arquitectura de transición entre el Gótico tardío y el Renacimiento, así como rasgos posteriores barrocos y neoclásicos. Constituye una de las manifestaciones artísticas de carácter arquitectónico y cultural más importantes y valiosas de Andalucía y, por ende, de España, al ser la única Catedral con naturaleza de fortaleza erigida en el siglo XVI.
Actualmente, está considerada como Bien de Interés Cultural
(fue declarada Monumento histórico-artístico perteneciente al Tesoro Artístico Nacional mediante decreto de 3 de junio de 1931).

## Historia
La construcción de la catedral comienza por orden de fray Diego Fernández de Villalán, obispo de Almería, tras el terremoto de 1522, que destruye el anterior templo (construido en el emplazamiento de la Mezquita Mayor, donde se encuentra la actual iglesia de San Juan) junto a gran parte de la ciudad. La nueva catedral comienza su construcción en 1524 y fue presumiblemente proyectada por el burgalés Diego de Siloé, en estilo gótico tardío, con un diseño a modo de fortaleza que sirva como defensa contra los ataques de los piratas berberiscos y los moriscos sublevados, siendo así dotada de almenas, torreones, contrafuertes, así como de muros de menor altura, para soportar mejor impactos de artillería, y una cubierta plana sobre la que pudieran montarse cañones.
En 1555, el obispo Villalán contrató al arquitecto Juan de Orea, quien introdujo elementos renacentistas como el recinto y sillería del coro (1558-61), la capilla de San Indalecio (1562-64), la sacristía (1566), la portada norte o principal (1567), la puerta de los Perdones (1569), la finalización de la capilla de la Piedad, el sepulcro del obispo Villalán en la capilla del Santo Cristo y la decoración de la linterna del crucero.
Durante el obispado de Juan de Portocarrero (1602-1631) los trabajos tomaron un nuevo impulso, con la realización de la capilla del Sagrario (1606) y, especialmente, con la construcción de la torre-campanario, concluida en 1613 y a la que se le añadieron el cuerpo de campanas. Asimismo, en este siglo las actuaciones fueron principalmente dirigidas al refuerzo del armamento defensivo del templo. La mayor, en 1620, ante una oleada de ataques de piratas argelinos, en la que se dotará al templo de nuevo armamento, mosquetes y arcabuces. En 1625 y 1635, volverán a organizarse compras de armas y renovación del material defensivo de la torre, ante nuevas situaciones de tensión. Sin embargo, estas no llegarán a completarse, debido al relajamiento de la situación. En este siglo también se erigieron las capillas meridionales: la del Carmen, la de San Lorenzo y la de San Ildefonso.
En 1708 el obispo fray Manuel de Santos Tomás encargó al maestro granadino José Sánchez grandes remodelaciones en la capilla Mayor para que se uniera a la girola por medio de arcos de medio punto. Más adelante, y según las normas artísticas emitidas por la Real Academia de San Fernando, se construyó en estilo neoclásico el trascoro, que planteado por diseño de Ventura Rodríguez en 1772, el tabernáculo, realizado por Eugenio Valdés en 1773, mientras que el claustro corrió a manos de Juan Antonio Munar en 1795.
En el siglo XIX se enlosó el templo con mármol de Macael y se erigió la sala capitular. En 1905 se remodeló el atrio de la puerta de los Perdones y se añadieron escaleras, muros y verjas en su acceso. En 1913 se realizó una restauración en el claustro y la torre que habían sido afectado por un terremoto tres años antes.
Durante la guerra civil española su patrimonio fue rapiñado y algunas capillas y tallas, como el Cristo de la Escucha, incendiadas. La Purísima Concepción atribuida a Murillo estuvo a punto de ser enviada a Valencia pero finalmente se trasladó al palacio episcopal. Guillermo Langle y el diputado socialista Gabriel Pradal defendieron el valor monumental de la catedral, logrando que su uso como almacén de abastos preservara elementos como el trascoro de Ventura Rodríguez. Además, fue utilizada como refugio para protección de la población civil durante los ataques aéreos que sufría la ciudad.
El 7 de agosto de 2012 se abrió al público el denominado Museo Diocesano en el interior de los torreones de la Catedral. El 12 de enero de 2021 comenzaron las obras para instalar un ascensor en el interior de la torre-campanario que permitirá el acceso a la misma, así como recuperar la puerta de acceso en la planta baja; la inauguración de este espacio se produjo el 5 de agosto de 2023.

## Características
Es la empresa artística más importante de la Edad Moderna en Almería, cuya construcción abarca los siglos XVI, XVII y XVIII, contrastando con la penuria y crisis económica general de la provincia durante esos siglos.
El templo presenta planta de salón formada por tres naves de altura poco elevada, cubierta plana, escasez y poca amplitud de los vanos, elementos defensivos típicos de una fortaleza (adarves, troneras, aspilleras, atalayas...) y una subordinación general de los aspectos estéticos a los defensivos. 
Tres capillas, situadas en la cabecera y girola, conforman una planta de forma rectangular. En el transepto, sobre el crucero, se sitúa la linterna renacentista, obra de Juan de Orea, autor también de la sacristía y del patio de armas, convertido en claustro en el siglo XVIII. El templo cuenta con una torre del homenaje del siglo XVII en el noroeste.

### Puerta principal

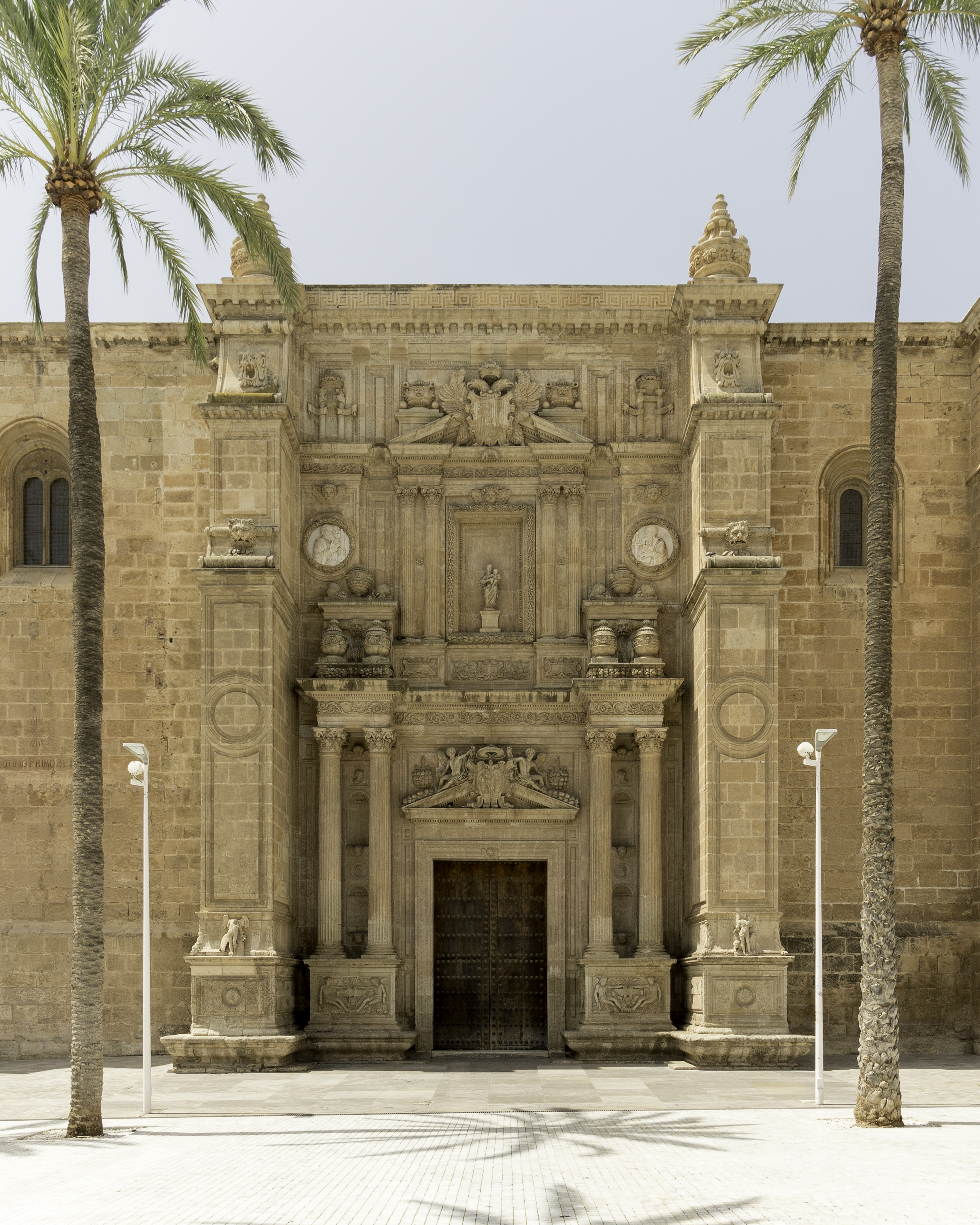
Portada.

La puerta principal, de carácter parlante (que trata de transmitir un mensaje de poder y religiosidad) fue realizada por Juan de Orea en 1567, basándose en su anterior actuación en el programa iconográfico del Palacio de Carlos V en la Alhambra. La portada simboliza en el templo cristiano la puerta al cielo, la transición del espacio profano al sagrado, un elemento arquitectónico singularizado y convertido en centro de atracción visual. Su diseño marca la nueva imagen renacentista para el templo, rompiendo con la traza gótica y su carácter militar.
Se diseña en dos niveles. El primero abarca el marco arquitectónico propiamente dicho de columnas pareadas sobre plintos y hornacinas que tiene como modelo el arco de triunfo romano. Pero el segundo nivel es de carácter ideológico, con una serie de imágenes triunfales que proclaman las ideas imperiales de Carlos V hacia una población mayoritariamente morisca, una propaganda del emperador victorioso mediante abundantes referencias al mito de Hércules, héroe antiguo por antonomasia.
Así en el zócalo de base encontramos alusiones a Hércules y a la virtud del príncipe, tema clásico de la iconografía italiana: parejas de efebos con jarrones (receptáculos de virtud) o figuras aladas con perro, símbolo del obispo Villalán. Este primer cuerpo de la fachada está dominado por el escudo principal del obispo Villalán, colocado en el centro de un frontón partido. El escudo es mostrado orgullosamente por dos ángeles que lo levantan con una mano mientras que con la otra sostienen racimos de granadas, simbolizando la fecundidad, la abundancia y la riqueza.
Las parejas de columnas sobre plintos que flanquean la entrada son inoperantes y decorativas, pero simbolizan el poder y la magnificencia, y encima, de nuevo grandes jarrones conteniendo las esencias de la virtud.
Si el primer cuerpo de la portada es de temática profano-mitológica, el segundo es claramente religioso, con un gran marco rectangular al que le falta el relieve con el tema de la Encarnación, advocación a quién se dedica el templo, flanqueado a ambos lados por dos tondos con las figuras de San Pedro (derecha) y San Pablo (izquierda), padres y guardianes de la iglesia inscritos en coronas de laurel, símbolo directo del triunfo de la nueva fe cristiana.
Sobre el frontón partido que remata este segundo cuerpo y sirviendo de transición al tercero, campea el gran escudo imperial de Carlos V. Del escudo pende el carnero del collar de la orden del Toisón de Oro, mientras que lateralmente está flanqueado por sendas columnas de Hércules, también coronadas, con la leyenda "non plus ultra" en clara alegoría al imperio universal de Carlos V.
El cierre de la composición de la portada son los gigantescos jarrones, sobre los contrafuertes que delimitan la fachada.

### Puerta de Los Perdones

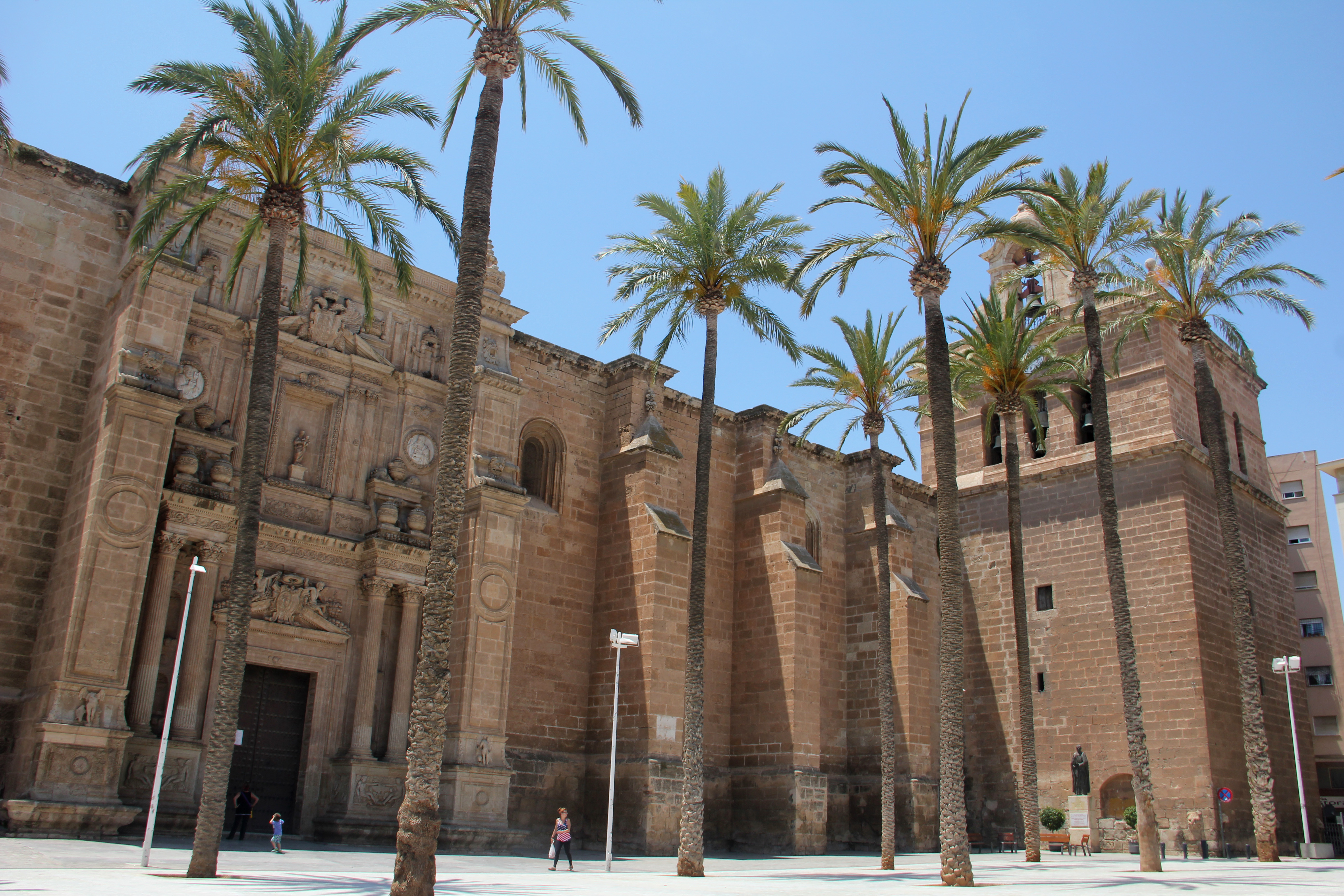
Vista en escorzo

Está situada a poniente y fue diseñada por Juan de Orea en 1569 con un esquema muy similar a la portada principal, aunque de menor tamaño y riqueza decorativa.
El basamento del contrafuerte de la izquierda presenta una cartela con la inscripción "ALANUS QUARTUS - 1569". ALANUS es el patronímico del obispo mientras que QUARTUS recoge el número de orden de fray Diego Fernández de Villalán entre los obispos nombrados tras la Reconquista. En cambio en el basamento del contrafuerte derecho se lee "REGNANTE PHILIPO", que hace referencia al rey Felipe II en el momento de la construcción.
Esta portada presenta dos cuerpos, como una simplificación de la principal. El inferior muestra parejas de columnas sobre plintos soportando un entablamento completo con el friso decorado con triglifos y metopas. Este cuerpo alberga la puerta, rematada con un frontón circular sujeto por ménsulas y ocupado por una cabeza de ángel. Arriba se instala el escudo del obispo Fernández de Villalán.
El segundo cuerpo presenta una estructura similar pero con columnas jónicas y el vano es una hornacina avenerada, rematando el frontón un águila con el escudo de Felipe II. Los contrafuertes laterales están rematados por cabezas de león.

### Altar Mayor

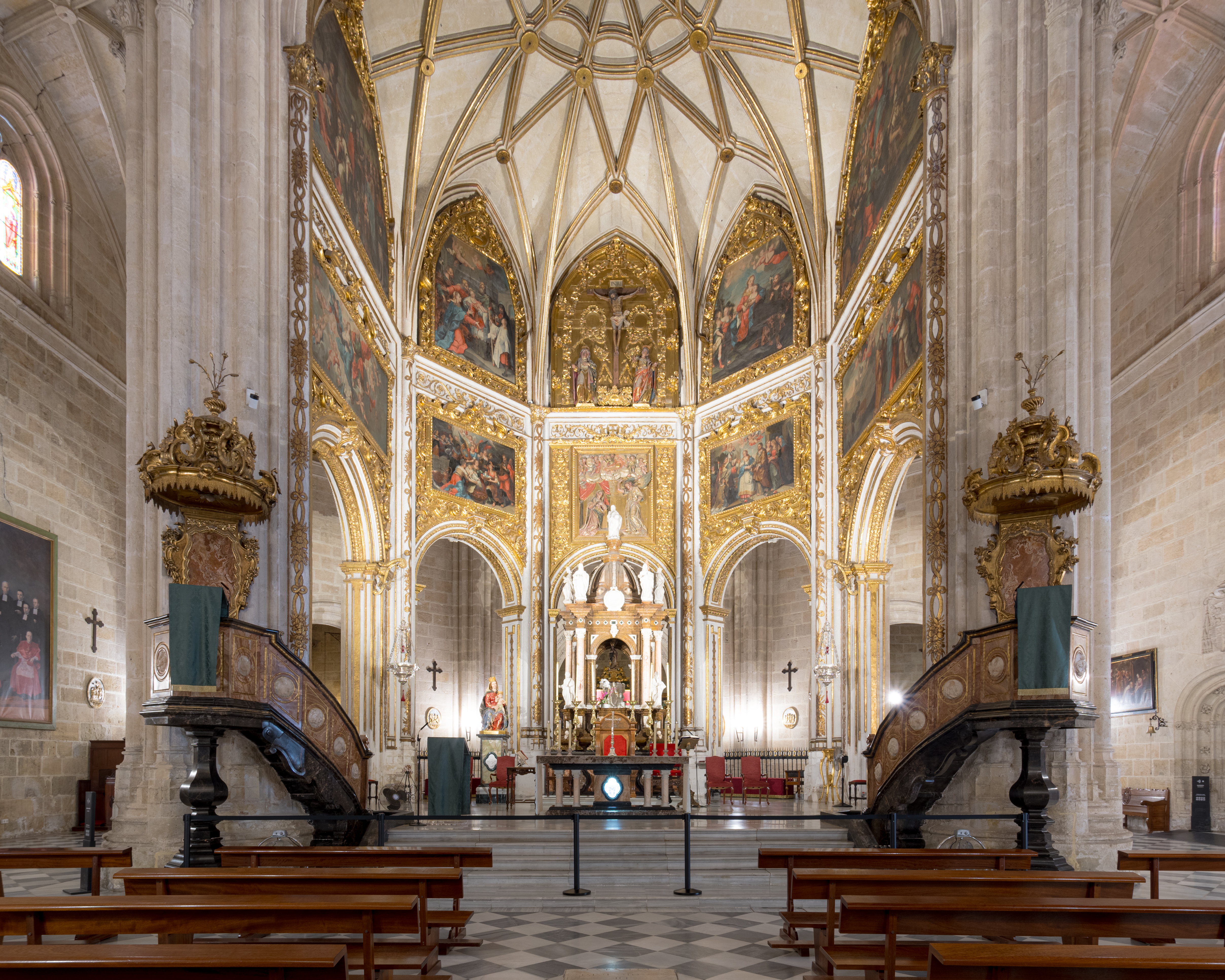
Altar Mayor.

La capilla mayor del templo mantiene el retablo de estilo barroco y la estructura gótica, sin embargo fue objeto de remodelación a cargo de Ventura Rodríguez en el siglo XVIII. De ese periodo son el ya citado tabernáculo y los púlpitos. Tras esta se sitúa otra capilla dedicada al Santo Cristo en la cual se encuentra el sepulcro de fray Diego Fernández de Villalán y flanqueando a esta se encuentra la capilla de La Piedad, ambas obras de Orea.

### Capilla del Santo Cristo de la Escucha

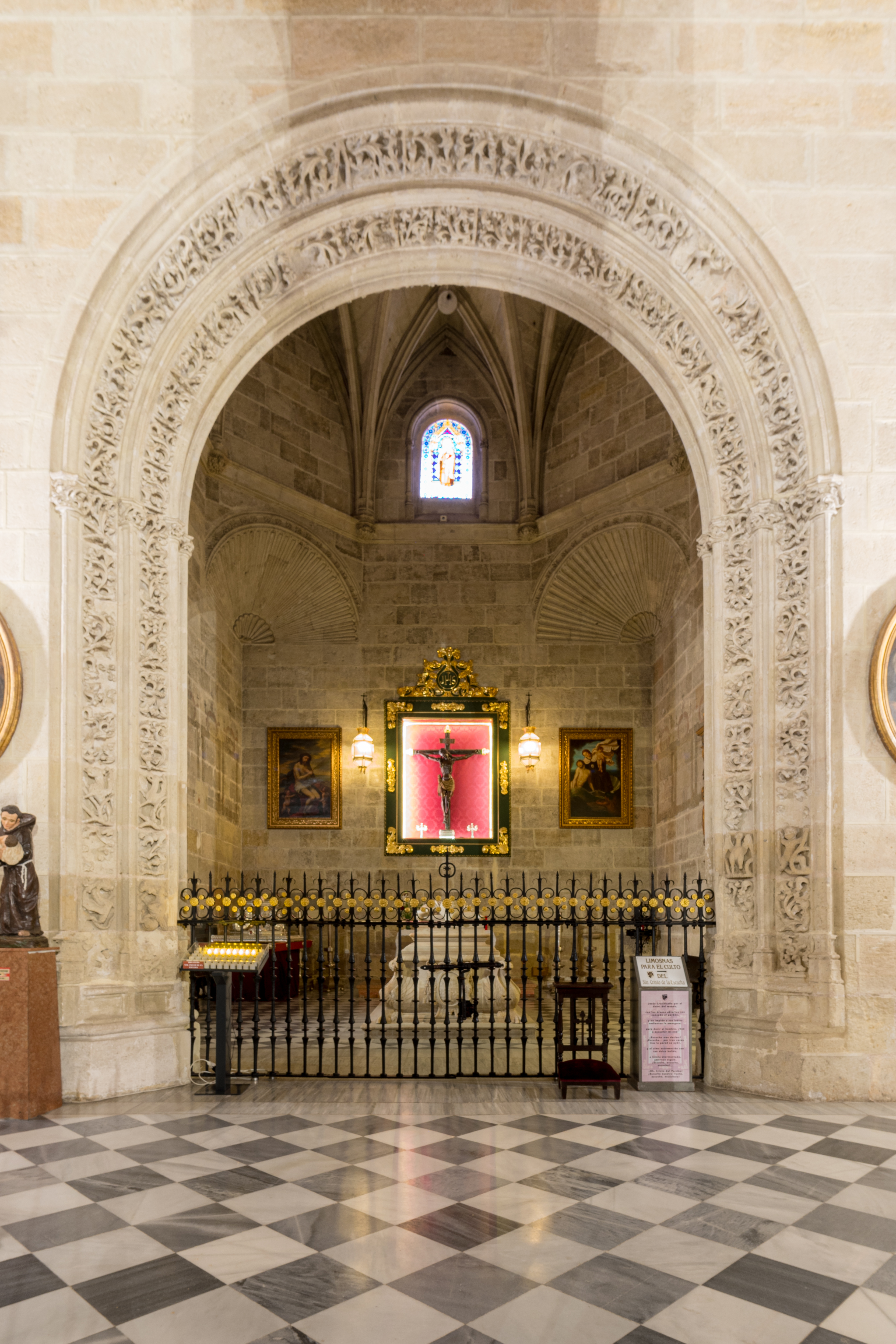
Capilla del Santo Cristo de la Escucha.

Ocupa la parte central de la girola, y fue proyectada como capilla funeraria del obispo Fernández de Villalán. Se abre por un amplio arco abocinado, y está cubierta por una bóveda octogonal con nervaduras curvas. En el centro, el sepulcro del obispo es una obra de Juan de Orea, terminada en 1560. Labrado en alabastro, está encimado por una estatua yaciente del obispo, ricamente vestido, y llevando su báculo; a sus pies se puede ver un perro, una alegoría a la fidelidad.
No obstante, junto al sepulcro del obispo Villalán, otra obra que sobresale es la talla de nogal policromada del Santo Cristo de la Escucha, imagen cuyo nombre le da a la capilla en la que se encuentra y de gran veneración en la provincia de Almería. La imagen actual data de 1940 fue tallada por el artista almeriense Jesús de Perceval. Es réplica de la imagen destruida en 1936, procedente de la antigua Catedral asentada en el barrio de la Almedina, y que probablemente datase del siglo XV.
La primera referencia al nombre de Cristo de la Escucha es un acta capitular de 1772. La leyenda que explica la advocación remonta el origen de la devoción hasta el siglo XII, cuando la ciudad estuvo en manos castellanas entre 1147-1157. Con la vuelta de Almería a manos musulmanas, la imagen habría sido emparedada para preservar su integridad. Después de tres siglos, unos albañiles habrían escuchado una voz que les llamaba: "Escucha, escucha" y habrían derribado el muro junto al que trabajaban, descubriendo al Cristo.
En el muro exterior de esta capilla se encuentra el llamado Sol de Portocarrero, que con el tiempo se ha convertido en símbolo de la ciudad. Se trata de un bajorrelieve situado en la cabecera, del lado oriental, y que representa un radiante sol antropomorfo abordonado de cintas. Su nombre se debe erróneamente al obispo Portocarrero, ya que este ejerció su mandato mucho después de la creación del bajorrelieve.

### Capilla de la Piedad
En la girola, del lado del Evangelio, fue levantada por Juan de Orea. Conserva tres tablas del antiguo retablo, obra de Alonso Cano.

### Capilla de San Indalecio
Situada en la girola, del lado de la Epístola, fue levantada por Juan de Orea en 1562, y reformada a finales del siglo XVIII. Completamente destruida en la Guerra Civil, es una reconstrucción.

### Coro

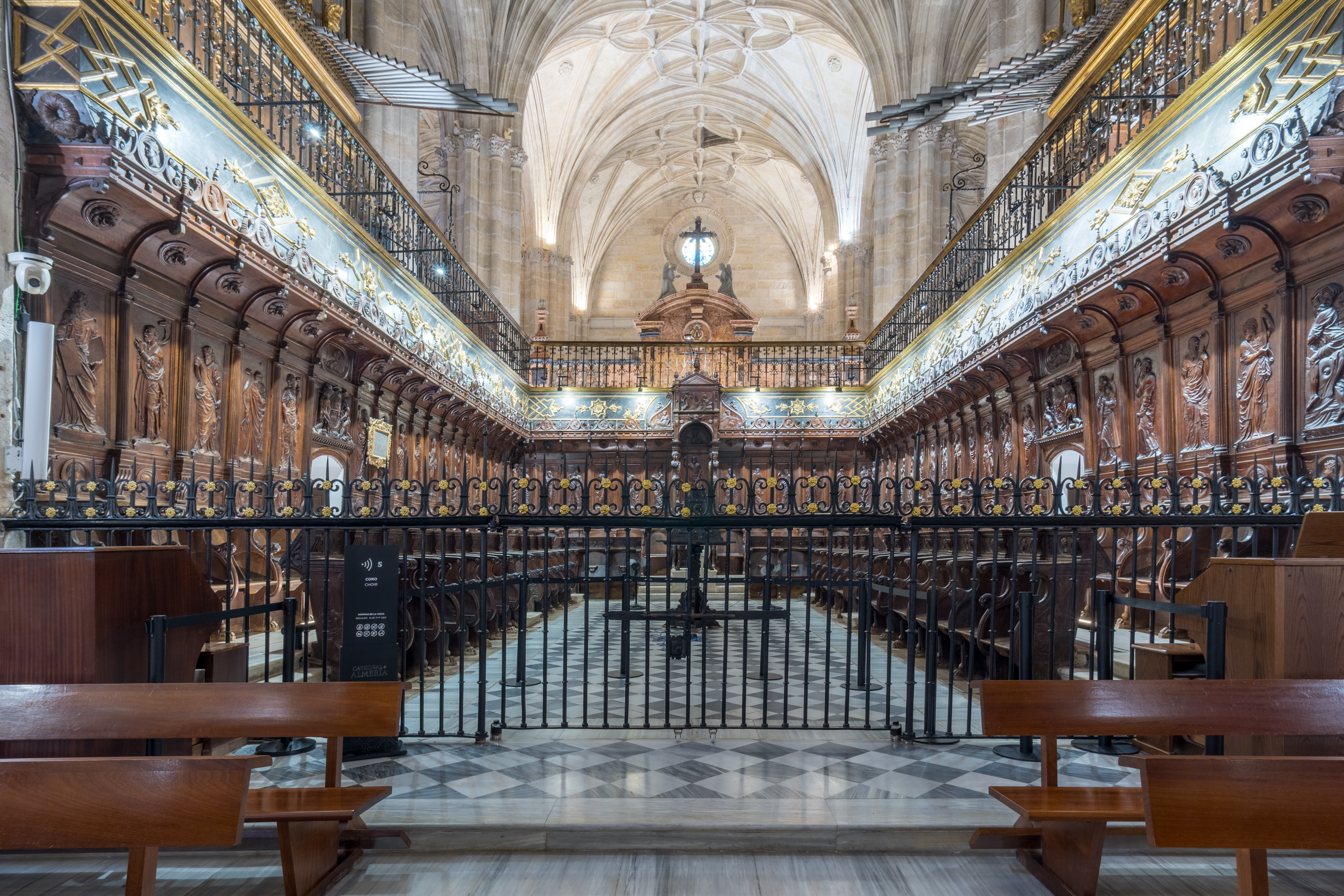
Coro.

Frente al altar mayor, está ocupado por una magnífica sillería en nogal, con un total de 75 asientos en dos niveles, tallada por Juan de Orea entre 1558 y 1561. Los carteles de la parte superior tienen representaciones de santos y profetas, mientras en la parte inferior hay una serie de medallones con personajes en relieve. La silla del obispo, más elevada, está cubierta por un dosel.
Sobre la sillería, a cada lado de la nave, se encuentran dos monumentales órganos barrocos (1770), obra de Diego López y Anselmo Espinar, el del muro sur, y de Leonardo Fernández Dávila, el del norte.

### Trascoro
Proyecto de Ventura Rodríguez, fue acabado en 1772. Su cuerpo principal está recubierto de mármol rojo.

### Capilla de San Ildefonso o de la familia Ballesteros
Junto a la entrada al claustro, fue levantada en los siglos XVI y XVII. El retablo es barroco del siglo XVII. Alberga a los titulares de la hermandad de los Estudiantes: Nuestro Padre Jesús de la Oración en el Huerto y Nuestra Señora del Amor y la Esperanza, esta última, obra del escultor sevillano Antonio Castillo Lastrucci.

### Capilla de San Lorenzo o de la familia Puche
Levantada a mediados del siglo XVI, fue convertida en capilla funeraria de obispos al comienzo del siglo XVIII. Su retablo barroco también se perdió en la Guerra Civil. Actualmente alberga un nuevo retablo neoclásico construido en mármoles de diferentes tonalidades.

### Capilla Bautismal o de Nuestra Señora del Carmen
Fue levantada en el siglo XVII para servir de baptisterio. Abriga un retablo neogótico y una gran pila bautismal en mármol de Macael.

### Capilla del Sagrario
Alberga a los tres titulares de la hermandad del prendimiento: Nuestro Padre Jesús en su prendimiento, Jesús cautivo de Medinaceli y Ntra. Sra. de la Merced. También una imagen de San Nicolás de Bari. En la guerra civil se destruyó el primitivo retablo, en el que sobresalía la virgen de los Remedios, del siglo XVII. Conserva aún las pinturas murales realizadas en 1947 por Juan Ruiz Miralles, pintor almeriense, que pintó a la edad de 17 años.

### Sacristía
Obra que recuerda la sacristía de la Catedral de Sigüenza, tiene una magnífica decoración con medallones y entablamentos apoyados en columnas estriadas, que parecen inspiradas de obras de Gil de Siloé. Está cubierta por bóveda de medio cañón con rosetones, de mediados del siglo XVI. Alberga un cuadro del Cristo de Burgos y distintas pinturas flamencas en pequeño formato.

### Sala Capitular
De dimensiones similares a la sacristía, se encuentra adosada a ella. Conserva una restaurada colección de cuadros.

### Claustro

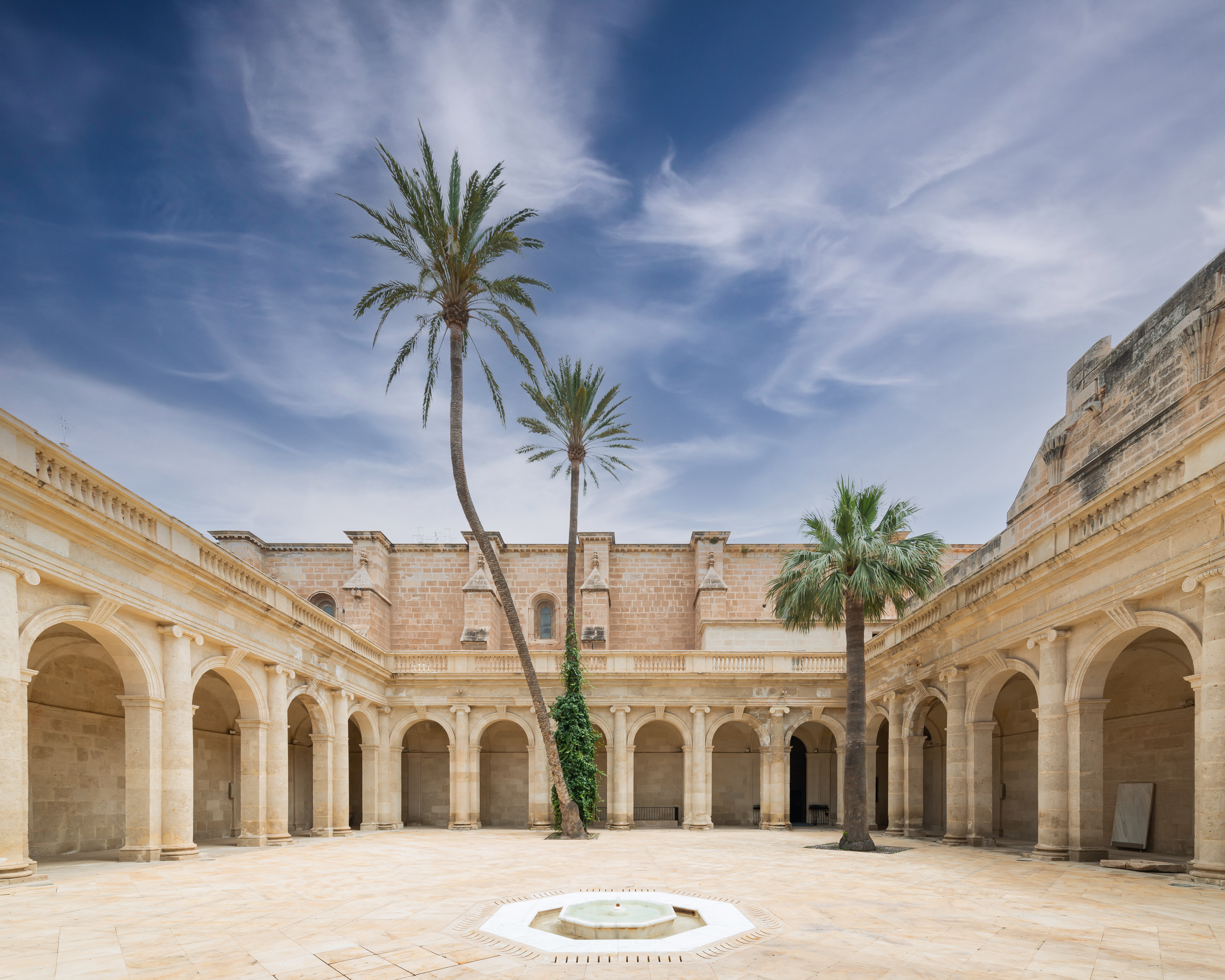
Claustro.

Es un claustro neoclásico rectangular, con cuatro galerías, se acometió entre 1785 y 1797, cuando era obispo fray Anselmo Rodríguez. La entrada, desde el templo, se encuentra el la parte sur del crucero.

### Campanas
El campanario de esta Catedral cuenta con un total de ocho campanas. Cuatro de ellas fueron instaladas el año 1942, siendo fabricadas por Fernando Villanueva Sáenz. Sus nombres son San Juan, San Indalecio, Santa Bárbara y Sagrado Corazón de Jesús. Otras dos campanas, localizadas en la espadaña, fundidas por José Corona, y datan de 1781; una se llama Cuartos del Reloj y la otra Horas del Reloj. Hay otra campana llamada Santa María, realizada en los Talleres Oliveros de la ciudad el año 1940. Por último, la más grande de todas, llamada Campana Gorda, fue construida en 1805.

### Otras instalaciones
La Catedral de Almería contaba muy cerca con un edificio usado como granero, el cual dio nombre a la plaza aledaña. En la hoy conocida como plaza Granero podemos encontrar una réplica exacta de la fuente que ocupó la plaza de la Catedral hasta el rodaje de la película Patton, y que ahora podemos encontrar junto al aeropuerto de la ciudad.

## Plaza de la Catedral

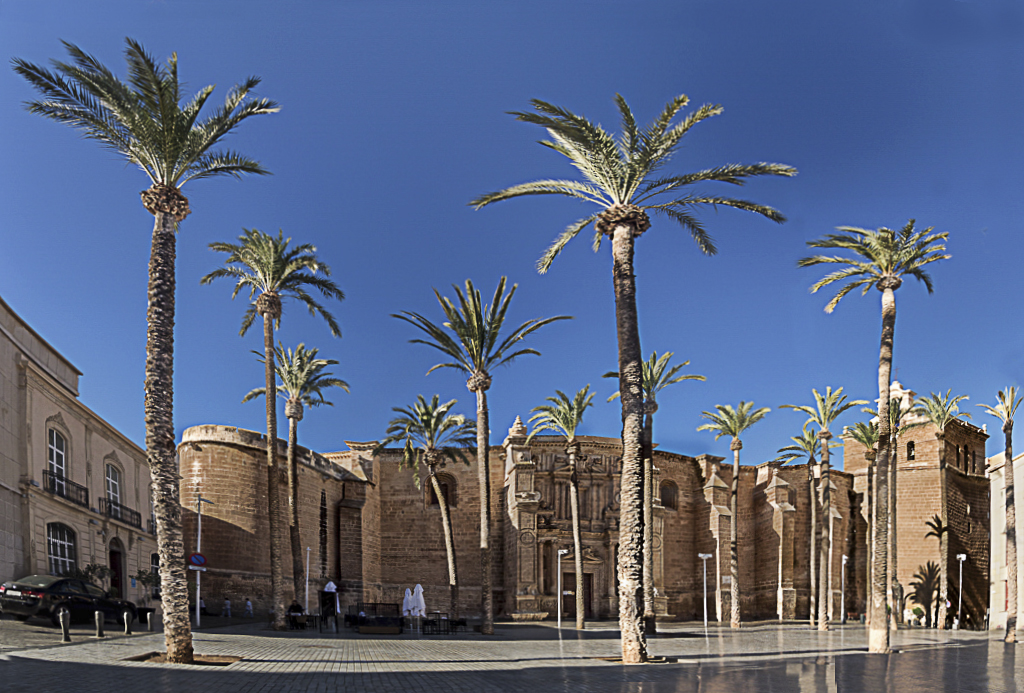
Panorámica de la plaza de la catedral

La localizamos en la zona Norte, justo donde está la portada principal de la catedral. Desde su creación, a mediados del siglo XVI tras el derribo de varias viviendas de época musulmana, ha sido escenario de mercados, actividades de la propia catedral, ceremonias de la Inquisición y punto de encuentro para fiestas, espectáculos, manifestaciones y pronunciamientos.
Ha sufrido diversas remodelaciones, siendo la actual obra del arquitecto Alberto Campo Baeza, realizada esta entre 1999 y 2000 en colaboración con el también arquitecto Modesto Sánchez Morales. En esta remodelación se eliminaron las rejas existentes en la fachada de la Catedral que da a la plaza y de la desaparición de la fuente central y demás mobiliario urbano. La pavimentación utilizada ha sido mármol de Macael con alcorques donde se han plantado palmeras de gran porte que contrarrestan en majestuosidad con los contrafuertes del templo-fortaleza y dan poca sombra. Como demás mobiliario tenemos enormes cubos, también en mármol blanco, que sirven a modo de bancos.
A los pies de la torre tenemos la imagen del obispo Diego Ventaja Milán (1935-1936), martirizado en agosto de 1936 durante los sucesos de quema de iglesias y conventos en Almería en la Guerra Civil. Es una pieza en bronce, de la mano de Pérez Comendador, y fue realizada en los años 1940. La plaza ha sido escenario de grabación de la película Patton.
En la actualidad, a esta plaza, además de la Catedral, tienen fachada el Palacio Episcopal, la Casa Sacerdotal San Juán de Ávila, el Hotel Catedral (2006), obra del arquitecto Manuel Alfonso Zurita Ramón que conserva la configuración original de la Casa Fornieles (1860), de estilo ecléctico, albergando en su sótano un aljibe del s. XI, y un edificio de viviendas.

## Como escenario de cine
Hacia el día 21 de marzo de 1969 esta plaza sirvió de escenario para rodar escenas de la película estadounidense Patton, aunque ya no presenta el mismo aspecto que entonces. En el lugar hay una placa conmemorativa del evento.